# Lustig ist das Zigeunerleben
Lustig ist das Zigeunerleben ist ein deutsches Volkslied, das laut den meisten Quellen aus dem Elsass, Schlesien oder Tirol stammen soll und dessen Aufkommen um die Mitte des 19. Jahrhunderts nachweisbar ist. Erste Aufzeichnungen des Liedes aus mündlicher Überlieferung, die im Deutschen Volksliedarchiv aufbewahrt werden, stammen aus Hessen, datiert 1824, und aus Schlesien, datiert 1829.
Das Lied beschreibt romantisierend das Leben der damals als Zigeuner bezeichneten ethnischen Gruppe, die im deutschsprachigen Raum heutzutage meistens Sinti und Roma genannt wird. 1924 veröffentlichte Franz Hillmann ein gleichnamiges Singspiel, bei dem Studenten die Tante und ihre Nichte von ihrer Schwärmerei für das Zigeunerleben abbringen wollen.

## Coverversionen
Das Lied wurde unter anderem von Schlagersängern wie Heintje, Tony Marshall und Heino und Musikgruppen wie dem Medium Terzett und den  Kirmesmusikanten  aufgenommen.
1989 veröffentlichte Mike Krüger auf seinem Album Ua Ua Ua eine Coverversion des Liedes mit parodierendem Text und dem abgeänderten Refrain Lustig ist das Zigeunerschnitzel, die im Medley Lustig ist das Zigeunerschnitzel zu hören ist. Das Lied wurde 1991 in der vom ZDF gesendeten Mike Krüger Show vorgetragen.

## Umdichtungen
Das Lied wurde mit abgewandeltem Text im Kontext der Kinderverschickung gesungen, beispielsweise für das Kindererholungsheim Hohenhaus der Firma BBC in Bad Rippoldsau-Schapbach:
Kinder, wollt Ihr nach Schapbach fahren, faria, faria, ho,

müsst Ihr erst den Doktor fragen, faria, faria, ho.

Der verschreibt Euch einen Schein für das Kindererholungsheim.

Faria, faria, faria, faria, faria, faria, ho.
Varianten davon – teilweise mit vielen Strophen – gab es für andere Erholungsheime.

## Kritik
Aufgrund der abwertenden Konnotation des Begriffs Zigeuner steht das Lied teilweise in der Kritik. So wurde dem Lied vorgeworfen, es verbreite negative Klischees über Sinti und Roma. Das Lied wurde aus dem Glockenspiel des Offenburger Rathausturms entfernt, aber als Teil der Offenburger Fasent beibehalten.